# Cephalodasys maximus
Cephalodasys maximus is een buikharige uit de familie Cephalodasyidae. Het dier komt uit het geslacht Cephalodasys. Cephalodasys maximus werd in 1926 voor het eerst wetenschappelijk beschreven door Remane. 